# Molophilus curtivena
Molophilus curtivena là một loài ruồi trong họ Limoniidae. Chúng phân bố ở miền Australasia.